# Оразкулиев, Иса
Иса Оразкулиев — советский хозяйственный, государственный и политический деятель, Герой Социалистического Труда.

## Биография
Родился в 1915 году в селении Атаяб. Член КПСС.
С 1930 года — на хозяйственной, общественной и политической работе. В 1930—1975 гг. — крестьянин, колхозник, рабочий, звеньевой, бригадир колхоза имени Тельмана Ленинского района Ташаузской области Туркменской ССР.
Указом Президиума Верховного Совета СССР от 5 апреля 1948 года за получение высоких урожаев хлопка в 1947 году присвоено звание Героя Социалистического Труда с вручением ордена Ленина и золотой медали «Серп и Молот».
Избирался депутатом Верховного Совета Туркменской ССР 2-го созыва.
Умер в родном селе Атаяб в 1978 году.